# NGC 7048
NGC 7048 (другое обозначение — PK 88-1.1) — планетарная туманность в созвездии Лебедь.
Этот объект входит в число перечисленных в оригинальной редакции «Нового общего каталога».